# Maciej Sulęcki
Maciej Sulęcki (ur. 2 maja 1989 w Warszawie) – polski bokser, który w 2019 roku walczył o pas mistrzowski organizacji WBO w wadze średniej. Od 2025 roku mistrz WBC Silver wadze superśredniej

## Kariera bokserska

### Amatorska
Zaczął boksować w wieku jedenastu lat. Wychowanek trenera Romana Misiewicza z Gwardii Warszawa jako amator stoczył 140 walk, z tego 110 wygrał. Trzykrotnie zdobył tytuł Mistrza Polski Juniorów oraz m.in. pas Rzeczypospolitej Polskiej.

### Zawodowa
19 czerwca 2010 w „Hali Legionów” MOSiR-u w Kielcach Sulęcki współpromowany przez grupy Babilon Promotion i Gmitruk Team Sulęcki, w debiucie pokonał przez techniczny nokaut w pierwszej rundzie Adama Gawlika.
18 sierpnia 2010 w Międzyzdrojach wygrał przez jednogłośną decyzję sędziów 40:36, 40:36 i 40:36 z Łotyszem, Andrejsem Loginowsem (4-4-1).
25 czerwca 2011 w Ostrowcu Świętokrzyskim pokonał jednogłośnie na punkty 59:54, 60:53 i 60:54 Albańczyka, Endrita Vukę.
Pierwszym poważnym sprawdzianem Sulęckiego było jego starcie z byłym mistrzem wagi półśredniej, Ukraińcem, Jurijem Nużnienką, którego pokonał na punkty 59:55, 59:55, 59:55 w sześciu rundach (1 czerwca 2012 w Rzeszowie).
23 lutego 2013 w gdańsko-sopockiej Ergo Arenie, zmierzył się z niepokonanym rodakiem, Robertem Świerzbińskim. Po zaciętym pojedynku wygrał jednogłośnie na punkty 79:71, 79:71, 78:72. Świerzbiński był w tej walce dwukrotnie liczony przez sędziego.
29 czerwca 2013 w Amfiteatr w Ostródzie po sześciu rundach pokonał jednogłośnie na punkty 60:54, 60:54 i 60:54 Daniela Urbańskiego.
W pojedynku wieczoru gali Ełk Boxing Night 9 listopada 2013 pokonał na punkty (98:93, 99:91 i 98:92) Łukasza Wawrzyczka, zdobywając pas mistrza Rzeczypospolitej Polskiej. Była to
pierwsza walka pod okiem trenera Andrzeja Gmitruka.
1 marca 2014 w Hali OSiR-u w Suwałkach pokonał jednogłośnie na punkty 97.93, 98:94 i 97:93 Francuza, Howarda Cospolite.
10 maja 2014 gali w Brodnicy pokonał jednogłośnie na punkty 100:90, 96:92 i 98:90 innego reprezentanta Francji, Nicolasa Diona, zdobywając pas międzynarodowego mistrza Rzeczypospolitej Polskiej wagi superśredniej.
8 listopada 2014 w Krakowie pokonał przez techniczny nokaut byłego mistrza Europy, Grzegorza Proksę w siódmej rundzie.
24 kwietnia 2015 w Chicago znokautował w drugiej rundzie Amerykanina, Darryla Cunninghama.
W lutym 2015 roku podpisał kontrakt z amerykańskim promotorem Alem Haymonem.
14 sierpnia 2015 na gali w Newark, pokonał przez techniczny nokaut w pierwszej rundzie Kolumbijczyka Jose Miguela Rodrigueza Berrio.
18 czerwca 2016 w Chicago pokonał przez techniczny nokaut w dziesiątej rundzie Amerykanina Hugo Centeno Jr..
21 października 2017 roku na gali World Boxing Super Series w Prudential Centre w Newark pokonał jednogłośnie na punkty reprezentanta Niemiec, byłego mistrza świata amatorów Jacka Culcaya Ketha (22-2, 11 KO).
28 kwietnia 2018 w walce wieczoru gali w Barclays Centre, Brooklynie zmierzył się z Danielem Jacobsem. Po interesujących dwunastu rundach werdyktem sędziów Amerykanin zwyciężył jednogłośnie na punkty 116-111, 117-110, 115-112.
15 marca 2019 w Filadelfii, pokonał Amerykanina Gabriela Rosado jednogłośną decyzją sędziów 95-91, 95-91, 95-93. Sulęcki dzięki tej wygranej zdobył pas WBO international.
29 czerwca 2019 w Providence, przegrał jednogłośnie na punkty (107-120, 107-120, 107-120) walkę o mistrzostwo świata federacji WBO w wadze średniej z Demetriusem Andrade.
W styczniu 2020 roku został sportowcem roku 2019 na Mazowszu w plebiscycie "Magazynu Sportowego Radia dla Ciebie".
29 sierpnia 2020 udanie powrócił na ring, pokonując podczas gali Knockout Boxing Night 12 w Suwałkach jednogłośnie na punkty Belga Sashę Yengoyana.
W walce wieczoru gali Polish Rumble In The Empire State 2, która odbyła się 31 maja 2024 roku w Nowym Jorku, zmierzył się z Rowdym Legend Montgomerym. Zwyciężył jednogłośną decyzją sędziów.
Równo trzy miesiące później zawalczył o pasy mistrzowskie WBC USA i WBO International w wadze superśredniej. Jego rywalem został niepokonany Meksykanin Diego Pacheco. W sztóstej rundzie został znokautowany ciosem na wątrobę.
28 lutego 2025 w stolicy Kazachstanu, zmierzył się z reprezentantem tego kraju, Alim Akhmedovem. Zwyciężył przez techniczny nokaut w ostatniej, dziesiątej rundzie, zdobywając pas mistrzowski WBC Silver wagi superśredniej.
Cztery miesiące później, w kanadyjskim Quebecu, przegrał przez techniczny nokaut w pierwszej rundzie pojedynek o tymczasowym pas mistrza WBC w wadze superśredniej z niepokonanym Kameruńczykiem Christianem M'billim.

## Walka na zasadach niestandardowych
W listopadzie 2023 roku, federacja Fame MMA znana z organizacji tzw. freak fightów, ogłosiła zakontraktowanie Sulęckiego na pojedynek z profesjonalnym zawodnikiem MMA, Normanem Parke'em. Starcie zawodników odbyło się na specjalnych zasadach, m.in. co rundę, których zaplanowano aż 5 była zmiana formuły walki na przemian, pomiędzy boksem oraz K-1. Dodatkowo zawodnicy założyli rękawice do MMA. Gala Fame: Reborn odbyła się 9 grudnia 2023 w łódzkie Atlas Arenie. Po pięciorundowej batalii uległ rywalowi niejednogłośną decyzją sędziów, którzy punktowali 48-47, 49-46 i 48-47 na korzyść Irlandczyka z Północy.

## Osiągnięcia
- 2013: Mistrz Rzeczypospolitej Polskiej w wadze średniej[13]
- 2014: Mistrz Rzeczypospolitej Polskiej w wadze superśredniej[15]
- 2019: Mistrz WBO International w wadze średniej[24]
- 2020: Sportowiec Roku 2019 na Mazowszu w plebiscycie RDC[25]
- 2025: Mistrz WBC Silver wadze superśredniej[4]

## Lista walk zawodowych w boksie
| Wynik      | Rekord | Przeciwnik (bilans przed walką)     | Rozstrzygnięcie | Runda, czas   | Data       | Miejsce                                                 | Uwagi                                                                                             |
| ---------- | ------ | ----------------------------------- | --------------- | ------------- | ---------- | ------------------------------------------------------- | ------------------------------------------------------------------------------------------------- |
| Porażka    | 33-4   | Christian M'billi (28-0)            | TKO             | 1 (10), 2:28  | 27.06.2025 | Centre Videotron, Quebec                                | Pojedynek o tymczasowy pas mistrzowski WBC wadze superśredniej.                                   |
| Zwycięstwo | 33-3   | Ali Akhmedov (23-1)                 | TKO             | 10 (10), 0:14 | 28.02.2025 | Qazaqstan Track and Field Arena, Astana                 | Zdobył pas mistrzowski WBC Silver wadze superśredniej.                                            |
| Porażka    | 32-3   | Diego Pacheco (21-0)                | KO              | 6 (12)        | 31.08.2024 | Dignity Health Sports Park, Carson, Stany Zjednoczone   | Pojedynek o pas mistrzowski WBO International i WBC USA w wadze superśredniej.                    |
| Zwycięstwo | 32-2   | Rowdy Legend Montgomery (11-5-1)    | UD              | 10            | 31.05.2024 | Melrose Ballroom, Queens                                |                                                                                                   |
| Zwycięstwo | 31-2   | Angel Hernandez (19-22-1)           | KO              | 2 (8)         | 09.06.2023 | Turning Stone Resort & Casino, Verona                   |                                                                                                   |
| Zwycięstwo | 30-2   | Fouad El Massoudi (17-15-1)         | UD              | 8             | 17.12.2021 | Hala WOSiR, Wyszków                                     |                                                                                                   |
| Zwycięstwo | 29-2   | Sasha Yengoyan (44-8-1)             | UD              | 10            | 29.08.2020 | Suwałki Arena, Suwałki                                  |                                                                                                   |
| Porażka    | 28-2   | Demetrius Andrade (27-0)            | UD              | 12            | 29.06.2019 | Dunkin Donuts, Rhode Island                             | Przegrał pojedynek o pas mistrzowski WBO w wadze średniej.                                        |
| Zwycięstwo | 28-1   | Gabriel Rosado (24-11-1)            | UD              | 10            | 15.03.2019 | Liacouras Center, Filadelfia                            | Zdobył wakujący pas mistrzowski WBO International w wadze średniej.                               |
| Zwycięstwo | 27-1   | Jean Michel Hamilcaro (26-10-3)     | TKO             | 2 (12)        | 10.11.2018 | Arena Gliwice, Gliwice                                  |                                                                                                   |
| Porażka    | 26-1   | Daniel Jacobs (33-2)                | UD              | 12            | 28.04.2018 | Barclays Centre, Brooklyn, Nowy Jork                    |                                                                                                   |
| Zwycięstwo | 26-0   | Jack Culcay-Keth (22-2)             | UD              | 10            | 21.10.2017 | Prudential Center, Newark                               |                                                                                                   |
| Zwycięstwo | 25-0   | Damian Ezequiel Bonelli (23-1)      | KO              | 3 (10) 2:54   | 24.06.2017 | Ergo Arena, Gdańsk/Sopot                                |                                                                                                   |
| Zwycięstwo | 24-0   | Michi Munoz (26-6)                  | KO              | 3 (10) 2:03   | 08.04.2017 | Nosalowy Dwór, Zakopane                                 |                                                                                                   |
| Zwycięstwo | 23-0   | Hugo Centeno jr. (24-0)             | TKO             | 10 (10) 1:06  | 18.06.2016 | UIC Pavilion, Chicago                                   |                                                                                                   |
| Zwycięstwo | 22-0   | Derrick Findley (22-17-1)           | TKO             | 7 (8) 1:29    | 16.01.2016 | Barclays Center, Brooklyn                               |                                                                                                   |
| Zwycięstwo | 21-0   | Jose Miguel Rodriguez Berrio (21-8) | TKO             | 1 (8) 2:07    | 14.08.2015 | Prudential Center, Newark                               |                                                                                                   |
| Zwycięstwo | 20-0   | Darryl Cunningham (30-7-0)          | KO              | 2 (8) 2:59    | 24.04.2015 | UIC Pavilion, Chicago                                   |                                                                                                   |
| Zwycięstwo | 19-0   | Grzegorz Proksa (29-3)              | TKO             | 7 (10) 2:57   | 08.11.2014 | Tauron Arena Kraków , Kraków                            |                                                                                                   |
| Zwycięstwo | 18-0   | Nicolas Dion (11-1)                 | UD              | 10 (10)       | 10.05.2014 | Hala OSiR, Brodnica                                     | Debiut w wadze superśredniej. Zdobył pas mistrza Rzeczypospolitej Polskiej w wadze superśredniej. |
| Zwycięstwo | 17-0   | Howard Cospolite (9-2-1)            | UD              | 10 (10)       | 01.03.2014 | Hala OSiR, Suwałki                                      |                                                                                                   |
| Zwycięstwo | 16-0   | Łukasz Wawrzyczek (18-1-2)          | UD              | 10 (10)       | 09.11.2013 | Ełk                                                     | Zdobył wakujący pas mistrza Rzeczypospolitej Polskiej w wadze średniej.                           |
| Zwycięstwo | 15-0   | Daniel Urbański (21-12-3)           | UD              | 6 (6)         | 29.06.2013 | Amfiteatr, Ostróda                                      |                                                                                                   |
| Zwycięstwo | 14-0   | Francis Tchoffo (10-8)              | UD              | 8 (8)         | 10.05.2013 | Hala Urania w Olsztynie, Olsztyn                        |                                                                                                   |
| Zwycięstwo | 13-0   | Robert Świerzbiński (11-0)          | UD              | 8 (8)         | 23.02.2013 | Ergo Arena, Gdańsk                                      |                                                                                                   |
| Zwycięstwo | 12-0   | Andrejs Loginovs (11-21-1)          | PTS             | 6 (6)         | 16.11.2012 | Hotel Trylogia, Klub Galop, Zielonka                    |                                                                                                   |
| Zwycięstwo | 11-0   | Dzianis Makar (3-8-1)               | TKO             | 5 (6) 2:26    | 27.10.2012 | Hala Sportowa Częstochowa, Częstochowa                  |                                                                                                   |
| Zwycięstwo | 10-0   | Jurij Nużnienko (31-2-1)            | UD              | 6 (6)         | 01.06.2012 | Hala Podpromie w Rzeszowie, Rzeszów                     |                                                                                                   |
| Zwycięstwo | 9-0    | Jetmir Kuçi (6-1)                   | UD              | 6 (6)         | 17.02.2012 | Hala Urania w Olsztynie, Olsztyn                        |                                                                                                   |
| Zwycięstwo | 8-0    | Fehti Bentafna (11-4-4)             | UD              | 6 (6)         | 26.11.2011 | Lodowisko MOSiR, Białystok                              |                                                                                                   |
| Zwycięstwo | 7-0    | Mika Joensuu (12-5)                 | UD              | 6 (6)         | 05.08.2011 | Hala Polonia, Częstochowa                               |                                                                                                   |
| Zwycięstwo | 6-0    | Endrit Vuka (2-2-1)                 | UD              | 6 (6)         | 25.06.2011 | Hala sportowo-widowiskowa KSZO, Ostrowiec Świętokrzyski |                                                                                                   |
| Zwycięstwo | 5-0    | Dzianis Makar (1-1)                 | TKO             | 5 (6) 2:44    | 11.03.2011 | Hala Urania w Olsztynie, Olsztyn                        |                                                                                                   |
| Zwycięstwo | 4-0    | Sergejs Savrinovics (7-15-2)        | UD              | 4 (4)         | 12.11.2010 | Kopalnia Soli, Wieliczka                                |                                                                                                   |
| Zwycięstwo | 3-0    | Deniss Sirjatovs (4-16-1)           | UD              | 4 (4)         | 17.09.2010 | Hala Urania w Olsztynie, Olsztyn                        |                                                                                                   |
| Zwycięstwo | 2-0    | Andrejs Loginovs (4-3-1)            | UD              | 4 (4)         | 18.08.2010 | Amfiteatr, Międzyzdroje                                 |                                                                                                   |
| Zwycięstwo | 1-0    | Adam Gawlik (0-9)                   | TKO             | 1 (4) 2:16    | 19.06.2010 | MOSiR „Hala Legionów”, Kielce                           | Debiut zawodowy.                                                                                  |

Legenda: TKO – techniczny nokaut, KO – nokaut, UD – jednogłośna decyzja, SD – niejednogłośna decyzja, MD – decyzja większości, PTS – walka zakończona na punkty, DQ – dyskwalifikacja

## Lista walk z zasadami niestandardowymi
| Wynik   | Bilans | Przeciwnik   | Rozstrzygnięcie          | Runda | Czas | Rozgrywki    | Data       | Miejsce | Uwagi                                                                                                   |
| ------- | ------ | ------------ | ------------------------ | ----- | ---- | ------------ | ---------- | ------- | --- |
| Porażka | 0-1    | Norman Parke | Decyzja (niejednogłośna) | 5     | 3:00 | Fame: Reborn | 09.12.2023 | Łódź    | Niestandardowe zasady: 5 mieszanych rund pomiędzy boksem oraz kickboxingiem (K-1). Limit umowny -80 kg. |